# 克里斯塔洛山

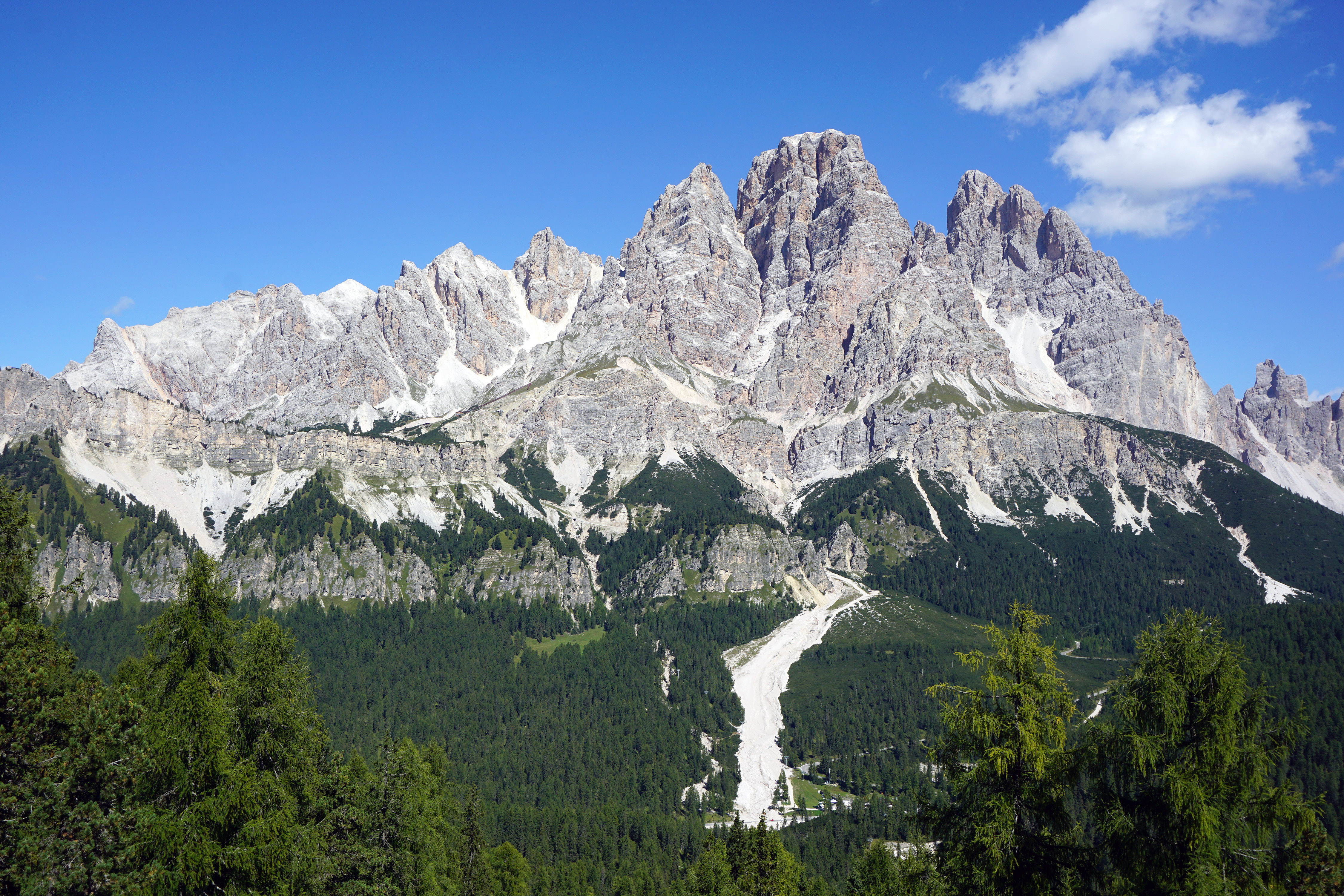

46°35′00″N 12°11′00″E / 46.58333°N 12.18333°E
克里斯塔洛山（義大利語：Gruppo del Cristallo），是意大利的山峰，位於該國東北部，由貝盧諾省負責管轄，屬於多洛米蒂山的一部分，海拔高度3,221米，人類在1865年首次登頂。